# Авицена
Абу Али ал-Хусайн ибн Абдалах ибн ал-Хасан ибн Али ибн Сина (на персийски: ابو علی الحسين بن عبد الله بن سينا), известен и с латинизираната форма на името си – Авицена, е согдийски лекар, философ, естествоизпитател, поет и музикант, сред най-значимите фигури на Ислямския златен век. Пише на персийски и арабски език, последовател е на Аристотел и на неоплатонизма.
Автор е на 450 книги върху широк кръг от теми, от които до наши дни са достигнали около 240, включително 150 в областта на философията и 40 – на медицината. Той критически преработва и систематизира тогавашните знания и е смятан от мнозина за „баща на съвременната медицина“. Най-известните му произведения са философската и научна енциклопедия „Книга на лечението“ и медицинската енциклопедия „Канон на медицината“, която се превръща в стандартен учебник по медицина за много средновековни университети и остава в употреба до средата на XVII век. Освен философията и медицината, текстовете на Авицена засягат теми като астрономия, алхимия, география, геология, психология, богословие, логика, математика, физика и поезия.

## Биография

### Ранни години
Авицена е роден около 980 година в Афшана, укрепен град на 30 километра североизточно от Бухара, столицата на Саманидския емират. Майка му, Сетарех, е от Бухара, а баща му, Абдалах, е уважаван учен от Балх , Бактрия (Афганистан), който по това време работи като бирник в близкото селище Хармасаин. Пет години след Авицена се ражда неговият брат Махмуд и семейството се премества в Бухара, голям културен център на Пътя на коприната и един от най-важните мюсюлмански градове в света по това време.
Принадлежността на Авицена и неговото семейство към определено течение на исляма е спорна. Според някои сведения баща му е исмаилит, а със симпатиите на Авицена към това течение някои автори свързват отказа му да работи за Махмуд Газневи. През XII век историкът Захир ал-Байхаки го описва като последовател на Братството на чистотата, а през XIV век Нуруллах Шустари го определя като дванадесетен шиит. В същото време съвременни изследователи сочат връзките на текстовете на Авицена със сунитската школа Ханафи.
Според собствената му автобиография, на десет години Авицена вече е научил наизуст целия Коран, обичайна част от началното образование в Ислямския свят. Научава аритметика от индийски продавач на зеленчуци на име Махмуд Масахи, а с по-висши науки започва да се занимава под ръководството на един от амбулантните учени, които печелят препитанието си с лекуване на болни и образоване на младежи. Изучава и ислямско право при ханафисткия учен Исмаил ал-Захид, както и някои книги, като „Исагог“ на Порфирий, „Елементи“ на Евклид и „Алмагест“ на Клавдий Птолемей, при непопулярния философ Абу Абдуллах Натели.
Според собствените му думи, като младеж Авицена среща големи трудности с „Метафизика“ на Аристотел. Той прочита книгата четиридесет пъти, докато текстът се отпечатва в паметта му, но не успява да проумее смисъла. Той работи късно през нощта, сънува някои от проблемите и се моли в джамията в търсене на просветление, но успява да достигне до него едва след като прочита коментара на Фараби, след което в радостта си раздава милостиня на бедните.
Шестнадесетгодишен, Авицена започва да се занимава с медицина, като не само изучава теорията, но и чрез безвъзмездна работа с пациенти, по собствените му думи, открива нови методи за лечение. На 18 години вече има репутация на вещ лечител и по-късно пише: „медицината не е трудна и трънлива наука, като математиката и метафизиката, така че скоро постигнах голям напредък; станах отличен лекар и започнах да лекувам болни, използвайки утвърдени лекарства“.
Първото назначение на Авицена е през 997 година като личен лекар на саманидския емир, който му дължи възстановяването си от опасно заболяване. Основната му полза от заемането на този пост е достъпът до придворната библиотека на Саманидите, прочути покровители на науката и учените. Когато след това библиотеката е унищожена от пожар, враговете на Авицена го обвиняват, че той я е запалил, за да може завинаги да скрие източниците на знанията си. Същевременно той подпомага баща си в неговата финансовата работа, като намира време да напише и някои от ранните си творби.

### Хорезъм и Горган
На двадесет и две години Авицена губи баща си, а през декември 1004 година идва краят на династията на Саманидите. Авицена изглежда отхвърля предложението за служба при Махмуд Газневи и се отправя към Ургенч в Хорезъм, където везирът, считан за покровител на учените, му отпуска малка месечна стипендия. Заплащането обаче е малко и Авицена се скита от място на място през областите на Нишапур и Мерв до границата на Хорасан в търсене на реализация за талантите си.
Към 1012 година Авицена се надява да постъпи на служба при зияридския емир на Горган на Каспийско море Шамс ал-Маали Кабус, известен като поет, учен и меценат, но емирът е изправен пред бунт на войската си, обсаден е и умира от глад. По същото време самият Авицена преживява тежко заболяване. Все пак в Горган той намира приятел, който му купува жилище близо до дома си и там Авицена започва да преподава логика и астрономия. На този покровител, чието име е неизвестно, са посветени няколко от неговите трактати. От този период датира и началото на „Канон на медицината“.

### Рей и Хорасан
Впоследствие Авицена се установява в големия град Рей, където Мажд ад-Даула, син на последния буидски емир е номинален владетел под регентството на майка си Саида Ширин. Вероятно в Рей са написани около тридесет от кратките творби на Авицена. Постоянните конфликти между регентката и втория ѝ син Шамс ад-Даула принуждават учения да напусне Рей и след кратко пребиваване в Казвин, той отива на юг в Хамадан, откъдето управлява Шамс ад-Даула.
Отначало е нает на служба от благородна дама, но съвсем скоро емирът, научил за пристигането му, го ангажира като личен лекар и го възнаграждава с дарове. Авицена дори е издигнат до поста на везир, но размирната армия, съставена от кюрди и турци, се разбунтува срещу владетеля и настоява новият везир да бъде екзекутиран и Шамс ад-Даула се съгласява Авицена да бъде изгонен от страната. Ученият обаче остава скрит четиридесет дни в къщата на един шейх, докато нов пристъп на болестта на емира не го принуждава да възстанови Авицена на поста му. Дори през тези трудни времена той не престава да се занимава с наука и да преподава. Всяка вечер диктува и разяснява части от най-големите си трудове „Книга на лечението“ и „Канон на медицината“ на своите ученици, сред които, след приключване на преподаването, прекарва остатъка от нощта в забавления с певци и музиканти. След смъртта на емира, Авицена губи поста си на везир и се крие в къщата на аптекар, където усърдно продължава да пише трудовете си.
Изпаднал в немилост, Авицена пише на Мухаммад ибн Рустам Душманзияр, враждуващия с Хамадан какуидски владетел на Исфахан, и му предлага услугите си, но новият емир на Хамадан научава за тази кореспонденция, открива скривалището на Авицена и го затваря в крепост. Същевременно, войната между владетелите на Исфахан и Хамадан продължава. През 1024 година Душманзияр превзема за кратко Хамадан, но емирът успява да напусне града, отвеждайки и Авицена със себе си. След оттеглянето на исфаханците те се връщат в града и Авицена продължава книжовната си дейност. По-късно той все пак успява, преоблечен като дервиш и придружаван от брат си, любимия си ученик и двама роби, да избяга от Хамадан и след изпълнено с премеждия пътуване за стигне до Исфахан, където е приет с почести от Душманзияр.

### Последни години
Останалите десет или дванадесет години от живота на Авицена преминават в служба на Мухаммад ибн Рустам Душманзияр, когото той придружава като лекар и главен литературен и научен съветник дори и при многобройните му военни кампании.
През тези години той започва да работи по литературоведски и езиковедски въпроси, според някои твърдения подтикнат от критиките към стила му на писане. Въпреки неуморните си научни занимания, Авицена никога не изоставя любовта си към забавленията. Необичайната физическа издръжливост му позволява да съчетава всеотдайна научна работа с неуморно отдаване на чувствени удоволствия. Страстта му към виното и жените е почти толкова прочута, колкото и ерудицията му. Когато приятелите му го увещават към по-умерен начин на живот, той отговаря: „Предпочитам кратък живот с ширина пред тесен живот с дължина“. Разностранен и плодовит автор, безгрижен по душа, склонен към самохвалство и любител на удоволствията, Авицена рязко се отличава от по-благородния по характер и по-интелектуален Авероес.
Прекаляването с удоволствията постепенно отслабва организма му. За острите стомашни болки, които получава по време на военен поход срещу Хамадан, Авицена си прилага толкова агресивно лечение, че едва успява да се държи на крака. При повторно проявяване на болестта той с трудности успява да достигне Хамадан, където състоянието му необратимо се влошава и той отказва да спазва наложения му режим, оставяйки се в ръцете на съдбата. На смъртното си легло той е обзет от разкаяние, раздава вещите си на бедните, възстановява нечестни придобивки, освобождава робите си и на всеки три дни до смъртта си слуша четене на Корана.
Авицена умира през юни 1037 година на петдесет и осем години, по време на Рамазана, и е погребан в Хамадан.

## Философия
Авицена е автор със значителен принос към ранната ислямска философия, особено в областта на логиката, етиката и метафизиката. Повечето му трудове са писани на арабски – езикът на науката в Близкия Изток по това време – а някои и на персийски. Със значение за езикознанието до наши дни са няколко книги, които той пише на почти чист от арабизми персийски език, най-вече „Философия за Ала ад-Даула“. В своите коментари на Аристотел той често го критикува, насърчавайки дискусиите в духа на мюсюлманския иджтихат.
Неоплатоническата схема на Авицена за „еманациите“ се превръща в основа на богословската школа Калам през XII век.
„Книга на лечението“ става известна в Европа в частичен превод на латински пет десетилетия след съставянето ѝ под заглавие „Sufficientia“ и някои автори говорят за „латински авиценизъм“, процъфтяващ известно време успоредно с по-влиятелния латински авероизъм, но прекъснат от Парижките декрети от 1210 и 1215 година. Психологията и теорията на познанието на Авицена оказват влияние върху Гийом Овернски и Алберт Велики, а метафизиката му – върху Тома Аквински.

### Метафизика
Ранната ислямска философия и ислямска метафизика, тясно свързани с теологията, разграничават по-отчетливо от аристотелизма същността и съществуването. Докато съществуването е условно и инцидентно, същността е трайна и непреходна. Философията на Авицена, особено неговата метафизика, са силно повлияни от Фараби, и демонстрира търсенето на ясна ислямска философия, независима от оказионализма.
Следвайки Фараби, Авицена провежда задълбочено изследване на въпроса за съществуването, при което разграничава същност (махиат) от съществуване (уджуд). Според него фактът на съществуването не може да се изведе от същността на съществуващите неща, а формата и материята сами по себе си не могат да взаимодействат и да породят движението на вселената или непрекъснатото обновяване на съществуващите неща. Следователно съществуването трябва да се дължи на активен агент, който да прави необходимо, да създава или да добавя съществуване на същността. За да го права, причината трябва да бъде съществуващо нещо и да съществува едновременно със своите следствия.

## Критика
Преди всичко по стечение на обстоятелствата Авицена е въздигнат в основния медицински авторитет за европейските университети от 12 до 17 век, за сметка на Разес (Rhazes), Али ибн ал-Абас (Ali ibn al-Abbas) и Авензоар (Avenzoar). Неговата работа принципно не се различава от тези на неговите предшественици Разес и Али – те всички представят учението на Гален, а чрез него учението на Хипократ, пречупено през системата на Аристотел. От друга страна, Канонът на Авицена се отличава от Ал Хауи („Continens“) или „Резюме“ на Разес с по-голямата си методичност, вероятно благодарение на заниманията му с логика и дава право на автора си да бъде наричан „Принц на лекарите“. Този труд получава разнообразни оценки през вековете след написването му. Според някои коментатори той е съкровищница на мъдростта, а според други е безполезен. Бащата на Авензоар (1094 – 1162), основоположник на лекарската династия Ибн Зур в Севиля, получава копие от Канона като подарък. Той обаче отрича качествата му като медицински справочник и къса празните полета около текста, за да пише рецепти на пациентите си. В днешно време Канонът е по-често критикуван, отколкото четен. Основните недостатъци на труда са ненужно детайлното класифициране на свойствата на тялото и недостатъчно разбираемото дефиниране на заболяванията. Канонът включва пет книги, от които първата и втората третират въпросите на физиологията, патологията и хигиена, третата и четвъртата се занимават с методите на лечение на заболяванията, а петата описва състава и изготвянето на лекарства. Последната книга съдържа и някои лични наблюдения на автора. Авицена, като всички свои сънародници, отдава голямо значение на изброяването на симптоми, но според някои Али го превъзхожда по отношение на приложната медицина и хирургията. Той въвежда в медицинската теория четирите причини на перипатетичната система. Не претендира за специални познания по естествена история и ботаника. Докъм 1650 г. Канонът все още се използва като учебник в университетите в Лувен и Монпелие.

## Трудове
На Авицена се приписват около 100 произведения. Някои от тях са по няколко страници, а други – в няколко тома. Най-известният сред трудовете, на който Авицена дължи и репутацията си в Европа, е „Канон на медицината“. Издание на арабски се появява в Рим през 1593 г., а версия на иврит в Неапол през 1491 г. Латинската версия има около тридесет издания, основани на първоначалния превод на Джирардо от Кремона. През 15 век е създаден най-обширният коментар по текста на Канона, обединяващ около него всички дотогавашни теоретически постановки и практически наблюдения. Други медицински трудове на Авицена, преведени на латински, са:
- Medicamenta Cordialia;
- Canticum de Medicina;
- Tractatus de Syrupo Acetoso.

Едва ли има клон на арабския кръг на науките, включително теология, филология, математика, астрономия, физика и музика, останал недокоснат от трактатите на Авицена, между много от които вероятно има минимални разлики, обусловени от изискванията на различен покровител и от различните форма или обем. Той написва най-малко един трактат по алхимия, като още няколко други са неправилно приписвани на него. Книгата му за животните е преведена от Майкъл Скот. Неговите трудове: „Логика“, „Метафизика“, „Физика“, „Астрономия“, са трактати, представящи в обобщен вид учението на Аристотел. „Логика“ и „Метафизика“ са отпечатани повече от един път, последната например във Венеция през 1493, 1495 и 1546 г. Някои от неговите кратки есета по медицина, логика и др. са създадени в поетична форма (поемата за логиката е публикуван от Schmoelders през 1836 г.). Често се споменават два енциклопедични трактата, занимаващи се с философия. По-големият „Al-Shifa“ (Sanatio), съществува като почти пълен ръкопис в Бодлианската библиотека и на други места. Част от него под заглавие „De Anima“ се появява в Павия през 1490 г. като Liber Sextus Naturalium, а обемното представяне на философията на Авицена, дадени от Shahrastani изглежда се състои основно от анализ и на много места копиране от „Al-Shifa“. По-кратък вариант на произведението е известен като „An-najat“ (Liberatio). Латинските издания на част от тези произведения са променяни, като корекции са нанасяни от редакторите-монаси, което те сами признават. Известно е и заглавието „Philosophia Orientalis“, споменато от Роджър Бейкън, но сега загубена, която според Авероес е в пантеистичен дух.

## В киното
- През 1956 в СССР е заснет биографичен филм за Авицена.
- През 2013 в Германия – Лекар:ученикът на Авицена.